# Rudy Demotte
Rudy Willy Georges Demotte (Ronse, 3 juni 1963) is een Belgisch Franstalig politicus van de Parti Socialiste (PS). Hij was federaal minister van Volksgezondheid en Sociale Zaken in de Belgische regering-Verhofstadt II, en was van 2007 tot 2014 minister-president van de Waalse regering. Van 2008 tot 2019 was hij ook minister-president van de Franse Gemeenschapsregering.

## Jeugd en opleiding
Demotte komt uit een bescheiden milieu en is de zoon van een Waalse vader (die overleed op jonge leeftijd) en een Vlaamse moeder. Hij groeide op in Vloesberg en Brakel. Hij spreekt dan ook zeer vlot Nederlands.
Hij studeerde politieke wetenschappen en internationale betrekkingen aan de ULB en behaalde zijn licentiaatsdiploma in 1986 met een scriptie over de geschiedenis van de Belgische Werkliedenpartij in het westen van Henegouwen.

## Politieke carrière
Demotte heeft zijn carrière volledig binnen de socialistische partij gemaakt. Vanaf 1985 was hij secretaris van het nationale verbond van Jongsocialisten, en van 1986 tot 1992 was hij voorzitter. Hij werd tevens secretaris van het OCMW in Lessen. Van 1988 tot 1990 werkte hij op het kabinet van Philippe Busquin, destijds minister van Sociale Zaken. Daarnaast bekleedde Demotte in de jaren '90 diverse functies in de PS-federatie Aat-Doornik-Moeskroen (West-Henegouwen) en was hij van 1999 tot 2006 voorzitter van de intercommunale IDETA, dat zich bekommert om de economische ontwikkeling van de streek van Doornik en Aat. Na het wegvallen van Guy Spitaels en Philippe Busquin uit de nationale politiek groeide Demotte uit tot een van de belangrijkste politici van de partij in de streek.
Zijn eerste mandaat als politiek verkozene was dat van gemeenteraadslid in Vloesberg, een mandaat dat hij vanaf 1994 uitoefende, en in 1995 als federaal volksvertegenwoordiger in de Kamer, een functie die hij bleef uitoefenen tot in 1999. In 1999 nam hij opnieuw deel aan de verkiezingen en raakte verkozen in het Waals Parlement en het Parlement van de Franse Gemeenschap. Een maand later, in juli 1999, werd hij echter federaal minister van Economie en Wetenschappelijk Onderzoek, met 36 jaar de jongste minister van de pas gevormde regering Verhofstadt I. Reeds in april 2000 stapte hij over naar de regering van de Franse Gemeenschap, waar hij minister van Begroting, Cultuur en Sport werd; in 2001 kwamen daar de bevoegdheden Openbaar Ambt en Jeugd bij. Bij daaropvolgende verkiezingen werd hij in 2003, 2007 en 2010 verkozen tot Kamerlid en in 2004, 2009 en 2014 in het Waals Parlement. Hij legde telkens de eed af als parlementslid (behalve in 2010, toen verzaakte hij aan zijn mandaat als Kamerlid), maar door zijn ministerschappen moest hij zich telkens na korte tijd laten vervangen.
Bij het aantreden van de regering Verhofstadt II in juli 2003 werd Demotte opnieuw federaal minister, deze keer van Volksgezondheid en Sociale Zaken, een verrassing, omdat deze bevoegdheden in de regering Verhofstadt I door Frank Vandenbroucke werden uitgeoefend, die hiervoor veel lof geoogst had. Tijdens zijn ministerschap kreeg hij te maken met een aantal moeilijke kwesties, zoals de strijd om het verplicht voorschrijven van generische geneesmiddelen wanneer dit mogelijk was.
Na de historische nederlaag van de PS bij de federale verkiezingen van 10 juni 2007 werd duidelijk dat de partij niet van plan was om in een federale regering te stappen. Partijvoorzitter Elio Di Rupo wilde zich versterkt toeleggen op het herstel van de partij, na de slechte verkiezingsresultaten en de corruptieschandalen die eraan voorafgegaan waren. Op 19 juli verliet di Rupo het ambt van minister-president van de Waalse regering en volgde Demotte hem op. Vanaf 20 maart 2008 combineerde hij deze functie met de titel van minister-president van de Franse Gemeenschap, in opvolging van Marie Arena. Vanaf 22 juli 2014 leidde hij enkel nog de Franse Gemeenschapsregering. Na het ontslag van minister Isabelle Simonis in december 2018 kreeg hij eveneens de bevoegdheden Gelijke Kansen en Vrouwenrechten. Als minister-president van Wallonië was hij verantwoordelijk voor de uitwerking van de verschillende Marshall-plannen die de economische reconversie van Wallonië in de hand dienden te werken. 
Van 2001 tot 2010 was Demotte eveneens titelvoerend burgemeester van Vloesberg (het ambt van minister en burgemeester is in België niet verenigbaar). In 2010 verliet hij de gemeentepolitiek van Vloesberg en verhuisde hij naar Doornik om er de lokale PS-afdeling te versterken. Demotte werd in 2012 verkozen in de gemeenteraad van Doornik en was er van 2012 tot 2018 burgemeester. Wegens zijn ministeriële functies werd het burgemeesterschap waargenomen door eerste schepen Paul-Olivier Delannois. Bij de gemeenteraadsverkiezingen van 2018 was hij als lijsttrekker van de PS-lijst in Doornik opnieuw kandidaat-burgemeester, maar Delannois haalde meer voorkeurstemmen dan hem, waardoor Demotte het burgemeesterschap moest afstaan aan Delannois. In september 2020 nam Demotte definitief ontslag als gemeenteraadslid van Doornik, naar eigen zeggen om zich volledig aan zijn andere verplichtingen te wijden.
In 2019 werd hij opnieuw verkozen als Waals Parlementslid en lid van het Parlement van de Franse Gemeenschap. In september 2019 werd een nieuwe Franse Gemeenschapsregering, de regering-Jeholet, geïnstalleerd. Demotte werd als minister-president opgevolgd door Pierre-Yves Jeholet en werd vervolgens aangesteld tot voorzitter van het Parlement van de Franse Gemeenschap, een functie die hij bekleedde tot in 2024.
Op 8 oktober 2019 werd hij in het kader van de federale regeringsformatie door koning Filip aangesteld als preformateur, samen met Geert Bourgeois (N-VA). De twee kregen de opdracht om na te gaan of een regering tussen PS en N-VA, de twee grootste partijen langs beide kanten van de taalgrens, kans op slagen heeft. Ze boekten geen succes en op 5 november dat jaar liep hun opdracht af.
Bij de verkiezingen van 2024 was Demotte geen kandidaat meer voor een nieuw mandaat, waarna hij de actieve politiek verliet.
Demotte is gehuwd en vader van twee kinderen.